# Александр II (царь Эпира)
Александр II (др.-греч. Ἀλἑξανδρος) — царь Эпира из рода Пирридов, правивший в 272—255 годах до н. э.

## Биография
Александр II — младший сын знаменитого Пирра. 
Александр принимал участие в западно-средиземноморской компании своего отца. Когда Пирр переправился из Италии на Сицилию, он оставил младшего сына управлять в Локрах. Во время последнего похода своего отца на Пелопоннес Александр был назначен наместником Эпира.
После гибели Пирра в Аргосе Александр II был вынужден уступить Антигону Гонату все внеэпирские завоевания своего отца на Балканах.
В начале своего царствования Александр вёл оборонительную войну с иллирийцами, закончившуюся заключением мирного соглашения.
Во время Хремонидовой войны, воспользовавшись нахождением Антигона Гоната в Греции, Александр II вторгся в Македонию. Ряд городов признали его власть. Также на сторону эпирского царя перешло македонское войско. Однако вскоре сын Антигона Деметрий II Этолийский (по другим сведениям — брат Деметрий Красивый) нанёс захватчикам поражение и сам вторгся в Эпир. Александру II пришлось бежать в Акарнанию. Вскоре при поддержке эпиротов он вернулся на престол, который занял, правда, уже в качестве вассала Македонии.
Александр был женат на своей единокровной сестре Олимпиаде, от которой имел троих детей. Его дочь Фтия вышла замуж за Деметрия II Этолийского и стала матерью Филиппа V Македонского.